# 野沢協
野沢 協（野澤 協、のざわ きょう、1930年（昭和5年）2月1日 - 2015年（平成27年）11月18日）は、日本のフランス文学者、翻訳家。17・18世紀フランス思想史を専攻。

## 略歴
1930年、神奈川県鎌倉市生まれ。旧制浦和高等学校で学び、高等学校時代からの友人に出口裕弘、澁澤龍彦がいる。1953年、東京大学文学部仏文科を卒業。
1962年、(旧)東京都立大学人文学部仏文科助手に就いた。後に助教授、教授に昇進。1990年から2001年まで、駒澤大学外国語部教授をつとめた。2015年に死去。

## 受賞・栄典
- 1997年：第34回日本翻訳文化賞を受賞。『ピエール・ベール著作集』の翻訳に対して。

## 研究内容・業績
- 1960年代には白水社・文庫クセジュなどで、社会科学方面の著作翻訳を多く手がけたが、1970年代以降、フランス啓蒙主義の研究に邁進。ポール・アザールの大著『ヨーロッパ精神の危機』（クローデル賞受賞）やグレトゥイゼン『ブルジョワ精神の起源』などを次々に訳した。
- 1970年代後半からライフワークともいえる『ピエール・ベール著作集』の個人全訳（法政大学出版局）に着手。1997年に完結し、第34回日本翻訳文化賞を受賞した。

## 家族・親族
- 兄：野澤謙は動物学者。1歳年上で東京大学農学部を卒業し、元京都大学名誉教授。したがって、謙の長男である脚本家野沢尚は甥に当たる。
- 母方の祖父は田邊新之助、母方の伯父は田辺元。

## 著作
著書
- 『荒野にて - 野沢協評論集成』（法政大学出版局） 2018
- 『夜の果てへ - 野澤協全詩集』（法政大学出版局） 2019

翻訳
- 『英米哲学入門』セルジュ・ユタン著、白水社・文庫クセジュ 1959
- 『ファーブル伝』ジョルジュ=ヴィクトール・ルグロ著、平岡昇共訳、白水社 1960、新版復刊 1990
  - 文庫化 講談社文庫  1979
- 『アフリカの未来像』(正・続) セク・トゥーレ著、小出峻共訳、理論社 1961
- 『わが生涯』トロッキー著、栗田勇・澁澤龍彦・浜田泰三共訳、林茂名義、現代思潮社 1961、度々新版
- 『死海写本』ラペルーサ著、白水社・文庫クセジュ 1962
- 『心臓 この未知なるもの』リヒャルト・レヴィンゾーン（英語版）著、中山毅共訳、理論社 1963
- 『知識人』ルイ・ボダン（フランス語版）著、白水社・文庫クセジュ 1963
- 『黒アフリカ史：その地理・文明・歴史』ジャン・シュレ＝カナール（英語版）著、理論社 1964
- 『インターナショナルの歴史：1864-1943年』アニー・クリジェル（英語版）著、秋沢勝共訳、白水社・文庫クセジュ 1965
- 『"ベトコン"の戦士たち』マドレーヌ・リフォ（英語版）著、理論社 1965
- 『アメリカの黒人』クロード・フォーラン（フランス語版）著、山口俊章共訳、白水社・文庫クセジュ 1967
- 『中央アジア自動車横断』(西域紀行探検全集) ジョルジュ・ル・フェーヴル著、宮前勝利共訳、白水社 1967、新版 1981
  - 世界探検全集 河出書房新社 1978、改訂新版 2023
- 『トロイの木馬』ポール・ニザン著、新日本出版社 1967
- 『キリスト教暴露』ドルバック、現代思潮社） 1968
- 『革命と反革命』アンドレ・ドクフレ著、白水社・文庫クセジュ 1969
- 『妻への手紙』ポール・ニザン著、高橋治男共訳「著作集 9」晶文社 1969
- 『フランスの左翼：1789年から今日まで』ジャン・ドフラーヌ（英語版）著、白水社・文庫クセジュ 1972
- 『ヨーロッパ精神の危機：1680-1715』ポール・アザール著、法政大学出版局(叢書・ウニベルシタス) 1973、新装版 2015
- 『デカルト著作集 4』白水社 1973、新装復刊 1993

大出晁・所雄章・塩川徹也・森有正・三宅徳嘉・川俣晃自・伊東俊太郎ほか共訳
- 『幽閉者：ブランキ伝』ギュスターヴ・ジェフロワ著、加藤節子共訳、現代思潮社 1973／新装版 現代思潮新社 2013
- 『コスモスの崩壊：閉ざされた世界から無限の宇宙へ』アレクサンドル・コイレ著、白水社 1974、新装復刊 1999
- 『ブルジョワ精神の起源：教会とブルジョワジー』ベルンハルト・グレトゥイゼン（英語版）著、法政大学出版局 1974
- 『啓蒙時代の哲学』(シャトレ哲学史 4) 監訳、白水社 1976、新装版 1998
- 『現代教育科学 2』モーリス・ドベス（フランス語版）,ガストン・ミアラレ（英語版）編、波多野完治・手塚武彦・滝沢武久監訳、共訳、白水社 1977
- 『1848年：二月革命の精神史』ジャン・カスー著、監訳、法政大学出版局 1979

上田睦子・大津真作・加藤節子・倉沢充夫・小杉隆芳・沢崎浩平・西川直子・前田祝一共訳
- 『ディドロ著作集2』共訳、法政大学出版局 1980
- 『十八世紀社会主義』アンドレ・リシュタンベルジェ（英語版）著、法政大学出版局 1981。オンデマンド版 2012年
- 『ディドロ著作集 3』共訳、法政大学出版局 1989
- 『ピエール・ベール伝』ピエール・デ・メゾー（英語版）著、法政大学出版局 2005
- 『ドン＝デシャン（英語版）哲学著作集』法政大学出版局 2007

ピエール・ベール著作集・資料集
- 『ピエール・ベール著作集』全13巻、法政大学出版局 1978-2004

1. 『著作集1 彗星雑考』1978
2. 『著作集2 寛容論集』1979
3. 『著作集3 歴史批評辞典1』1982
4. 『著作集4 歴史批評辞典2』1984
5. 『著作集5 歴史批評辞典3』1987
6. 『著作集6 彗星雑考 続』1989
7. 『著作集7 後期論文集1』1992
8. 『著作集8 後期論文集』1997
9. 『著作集 補巻 宗教改革史論』2004

- 『ピエール・ベール関連資料集』全4巻(編訳) 、法政大学出版局 2010-2015

1. 『抵抗と服従』上
2. 『抵抗と服従』下
3. 『寛容論争集成』
4. 『補巻 良心の自由』

「啓蒙のユートピア」
- 「啓蒙のユートピア Ⅰ」法政大学出版局 1996
  - 『セヴァランブ物語』ドニ・ヴェラス（英語版）著、田中良知共訳
  - 『カレジャヴァまたは合理人の島の物語』クロード・ジルベール著、小林浩共訳
  - 『ジャック・マッセの旅と冒険』シモン・ティソ・ド・パト（英語版）著
- 「啓蒙のユートピア Ⅲ」法政大学出版局 1997
  - 『道徳考』ドン＝デシャン（英語版）著
  - 『啓蒙のユートピアⅡ』法政大学出版局 2008
  - 『しあわせ王国記』ラッセ侯爵著
  - 『フォシオン対談』マブリ著、貴田晃共訳
  - 『ガリジェーヌ物語またはダンカンの覚書』ティフェーニュ・ド・ラ・ロッシュ著、橋本克己共訳）
- 『啓蒙の地下文書』全2巻(監訳)、法政大学出版局 2008-2011

藤原真実・寺田元一・逸見龍生・大津真作・三井吉俊・楠本重行・飯野和夫共訳

## 参考
- 高橋治男『交友余情』、中央大学出版部 2016
- 『回想 野沢協』、野沢協遺稿集刊行委員会編・発行 2018